# Cavalcade of Glee and Dadaist Happy Hardcore Pom Poms
A Cavalcade of Glee and Dadaist Happy Hardcore Pom Poms egy IDM album  Venetian Snares-től.

## Számok
1. "Donut"  – 4:38
2. "Swindon"  – 5:26
3. "Pwntendo"  – 4:19
4. "XIII's Dub"  – 3:47
5. "Vache"  – 5:03
6. "Plunging Hornets"  – 5:09
7. "Twirl"  – 4:28
8. "Tache"  – 6:27
9. "P"  – 2:10
10. "Cancel"  – 6:54